# 増田甲子七
増田 甲子七（ますだ かねしち、1898年〈明治31年〉10月4日 - 1985年〈昭和60年〉12月21日）は、日本の政治家、内務官僚。吉田茂の側近として、運輸大臣、労働大臣、内閣官房長官、自由党幹事長などを歴任。

## 生涯

増田甲子七の銅像（長野県筑北村）

長野県東筑摩郡坂北村（現在の筑北村）に生まれる。1916年旧制松本中学校（現在の長野県松本深志高等学校）卒業、翌年第八高等学校を中退、1919年早稲田大学専門部卒業、1922年（大正11年）京都帝国大学法学部英法科卒業。松本中学校の同級生に、逓信大臣、松本市長を歴任した降旗徳弥がいる。京都帝大を卒業後、内務省に入省する。神奈川県属。内務省入省後の1922年高等文官試験合格。1945年（昭和20年）10月福島県知事、1946年（昭和21年）4月北海道庁長官を歴任。北海道庁長官時代に日本炭鉱労働組合、国鉄労働組合によるストライキが頻発したが、屈することが無かった。この姿勢が吉田茂に注目され、1947年（昭和22年）運輸大臣に抜擢される。同年に長野4区（当時）から第23回衆議院議員総選挙に立候補し、当選。以後当選10回。吉田側近として以後労働大臣、官房長官、建設大臣を歴任し、1951年（昭和26年）には自由党幹事長に就任しサンフランシスコ講和条約に向けて野党との交渉に尽力した。
吉田退陣後、自由民主党に参加。1966年（昭和41年）、 第1次佐藤第3次改造内閣で防衛庁長官として入閣する。1967年（昭和42年）に母校・松本深志高等学校の男子生徒11名が死亡した西穂高岳落雷遭難事故では救援活動の指揮を執ることになり、学校葬ではOBとして弔辞を読むことになった。1968年（昭和43年）の新宿騒乱前夜、過激派学生が防衛庁を襲撃し、これに対し平和と秩序を守る自衛隊の本拠が暴力学生に占拠されては、国民に不安を招くとして、隊員に武装させて立哨を命じた。自他ともに「明治の硬骨漢」と称され、酒、タバコを一切やらず、敬虔なキリスト教徒でもあったことから暴力や脅迫に対しては生涯、剛直に対処した。
1968年（昭和43年）勲一等旭日大綬章を受章。
1970年（昭和45年）11月、メキシコの大統領に当選したルイス・エチェベリアの就任式に出席する特派大使に任命される。同年12月までメキシコを訪問。
1979年（昭和54年）10月に政界を引退した。弁護士の傍ら、自民党全国国会議員会会長として活躍した。
1985年（昭和60年）12月21日午前2時40分、自宅が火事になり妻を探しながら焼死するという最期を遂げた（87歳）。出火原因は電気ストーブと布団が接触して発火したことによる。贈正三位。墓所は多磨霊園。

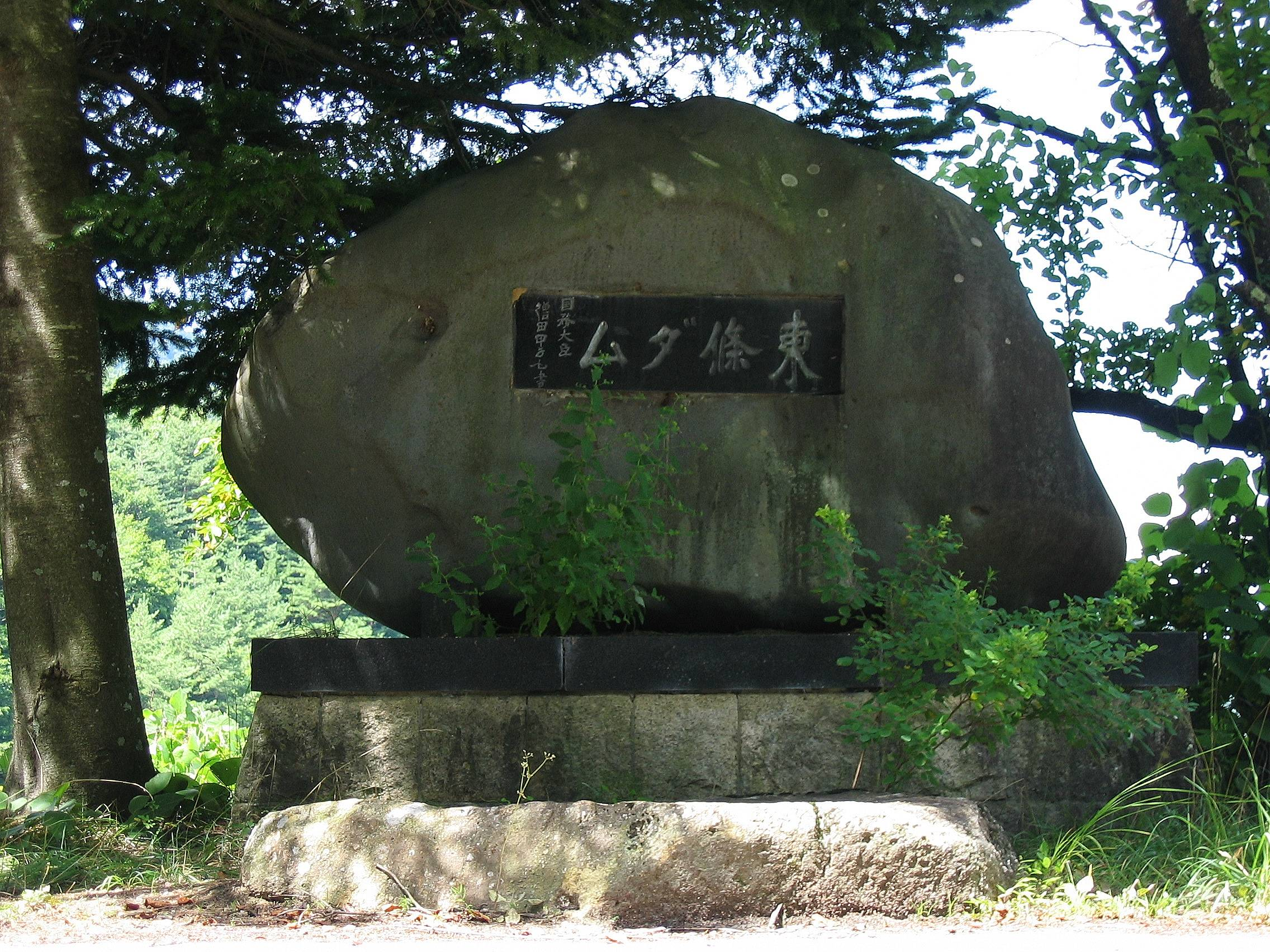
増田が揮毫した東条ダムの記念碑（筑北村）

## 関連文献
- 『増田甲子七回想録  吉田時代と私』（毎日新聞社製作、非売品、1984年3月）、亡くなる前年に出版